# Ruth Basinski
Ruth Basinski, auch Ruth Bassin, (* 10. April 1916 in Posen; † 1989 in New York) war eine deutsche jüdische Musikerin und Überlebende des Holocaust.

## Leben
Ruth Basinski studierte an einer Berliner Hochschule und verdingte sich später als Kindergärtnerin.
Im September 1942 wurde Ilse Totzke, ebenfalls Musikerin, bei einer ihrer Reisen bzgl. Fluchthilfe von Basinski kontaktiert und nahm anschließend Kontakt zu Basinski auf. Totzke und Basinski freundeten sich an und Totzke wohnte in Berlin kurzzeitig bei Basinski, bevor Ende 1942 Totzke zu einem erneuten Verhör durch die Gestapo, weil sie erneut Kontakt zu jüdischen Mitmenschen gehabt hatte, in Würzburg geladen wurde. Totzke tauchte aber stattdessen unter und reiste nach Berlin zu Basinski. Bei ihrer Ankunft in Berlin Anfang Februar 1943 erhielt Totzke die Information, dass eine jüdische Frau in das Judenlager in die Auguststraße gebracht worden war. Totzke konnte Basinski dort aufspüren und vom Fluchtplan, als Ausweg vor der bevorstehenden Deportation, überzeugen.
Die beiden Frauen machten sich Mitte des Monats auf den beschwerlichen Weg zur Schweizer Grenze. Trotz fehlender Papiere von Basinski war ihre Reise zur Schweizer Grenze erfolgreich. In der Nacht vom 26. auf den 27. Februar 1943 unternahm sie bei Durmenach einen illegalen Grenzübertritt und durchschwammen einen Fluss. Im Landesinneren wurden sie dann von Schweizer Grenzbeamten gestellt und nach einer Befragung ohne deutsche Kenntnisnahme nach Deutschland zurückgeschickt. In der darauffolgenden Nacht überschritten sie erneut die Grenze und konnten sich drei Stunden auf Schweizer Gebiet aufhalten. Aber auch hier wurden sie abermals bemerkt und entsprechend der Schweizer Bestimmungen diesmal von den Schweizer Grenzern an die deutsche Grenzpolizei ausgeliefert.
Basinski wurde befragt, dann nach tagelangen Verhören nach Berlin gebracht und daraufhin ins KZ Auschwitz deportiert. Hier erhielt sie die Häftlingsnummer 41883. Totzke, ebenfalls intensiv befragt, hatte dabei angegeben, dass die Flucht nur ihre Idee gewesen sei. Sie konnte aber damit keine Entlastung herbeiführen, so dass auch sie später ins Konzentrationslager Ravensbrück kam, aber ebenfalls wie Basinski den Holocaust überlebte. Basinski kam im April 1943 in das Mädchenorchester von Auschwitz und spielte dort bis zur Auflösung des Orchesters im August 1944 Piccoloflöte.
Nach dem Krieg lebte Basinski erst in Frankreich und wanderte später mit ihrer Tochter in die USA aus.